# This Means War
This Means War is een Amerikaanse actiekomediefilm uit 2012 onder regie van McG.

## Verhaallijn
Franklin 'FDR' Foster en Tuck Hansen zijn elkaars beste vrienden en werken samen bij de CIA. Tijdens een operatie om crimineel Karl Heinrich te dwarsbomen, komt per ongeluk diens broer Jonas om. Hun meerdere Collins is niet blij met hun aanpak en deelt ze allebei in voor bureaudienst. Heinrich is ook ziedend en zint op wraak.
Tuck is een gescheiden vader. Nadat hij met zijn zoontje Joe naar karateles is geweest, zoekt hij tevergeefs toenadering tot zijn ex-vrouw Katie. Naar aanleiding van een televisiereclame schrijft Tuck zich vervolgens in voor internetdating. Hij wordt zo gekoppeld met Lauren Scott. Zij was zonder het te weten ingeschreven door haar beste vriendin, Trish. Tuck en Lauren hebben meteen een klik. Wanneer zij na hun afspraakje naar een videotheek gaat, loopt ze daar FDR tegen het lijf. Ook hij is meteen onder de indruk van Lauren. Hij doet daarom net zo lang zijn best om een afspraakje met haar te krijgen tot ze ja zegt. Hij weet dan nog niet dat zij de vrouw is waar zijn beste vriend mee uit is geweest. Dit wordt duidelijk wanneer de twee elkaar weer spreken. Ze spreken af om Lauren niet te vertellen dat ze elkaar kennen en de keuze tussen hun aan haar te laten.
Beide mannen gaan verschillende keren uit met Lauren en doen hun best om indruk op haar te maken. Hierbij maken ze gebruik van allerlei technische snufjes van de CIA om erachter te komen waar ze van houdt én om de ander te bespioneren als die bij haar is. Na verloop van tijd begint Lauren zich schuldig te voelen over het daten van twee mannen tegelijk. Ze besluit dat ze binnen een week één van de twee moet kiezen. FDR ziet op een surveillancevideo dat Heinrich nabij was tijdens een afspraakje van Tuck en Lauren. Hij gaat daarom naar ze toe om zijn vriend te waarschuwen, maar die gelooft hem niet. Hij denkt dat FDR zijn samenzijn met Lauren probeert te saboteren. De twee raken slaags, waarbij Lauren te weten komt dat FDR en Tuck vrienden zijn. Ze stormt kwaad weg. Nadat ze bij Trish in de auto stapt, worden de twee vrouwen ontvoerd door Heinrich en zijn handlangers. 
FDR en Tuck zetten de achtervolging in. Ze rekenen af met Heinrichs mannen en bevrijden de vrouwen. FDR en Tuck staan met Lauren op straat wanneer Heinrich zelf met hoge snelheid op ze af komt rijden in een kogelvrije auto. Op haar advies schieten ze op de koplampen. Hierdoor ontploft de wagen, maar komt die als een vuurbal op ze afgevlogen. FDR roept vanaf links dat Lauren naar hem toe moet komen en Tuck doet hetzelfde vanaf rechts. Zodra de wagen hen is gepasseerd, blijkt ze veilig in de armen van FDR te liggen. Het is daardoor ook meteen voor alle drie duidelijk wie ze verkiest. Tuck accepteert dit.
De achtervolging is die dag te zien op het journaal. Dit zien ook Katie en Joe. Tuck heeft haar altijd gezegd dat hij werkt als reisleider, omdat hij niet mocht vertellen dat hij een geheim agent is. Wanneer Katie Joe komt ophalen na zijn volgende karateles, nodigt ze Tuck ook uit om met zijn drieën iets te gaan eten.

## Rolverdeling
| Acteur             | Personage                              |
| ------------------ | -------------------------------------- |
| Tom Hardy          | Tuck Hansen                            |
| Reese Witherspoon  | Lauren Scott                           |
| Chris Pine         | Franklin Delano Roosevelt "FDR" Foster |
| Chelsea Handler    | Trish, Laurens beste vriendin          |
| Laura Vandervoort  | Britta                                 |
| Abigail Spencer    | Katie, Tucks ex-vrouw                  |
| Til Schweiger      | Heinrich, een Duitse crimineel         |
| Natassia Malthe    | Xenia                                  |
| Angela Bassett     | Collins, FDR and Tucks baas            |
| Marie Avgeropoulos | Ex-vriendin                            |
| Rosemary Harris    | Nana Foster, FDR's oma                 |
| Warren Christie    | Steve, Laurens ex-vriendje             |
| Emilie Ullerup     | Ex-vriendin                            |
| Jenny Slate        | Emily                                  |
| Leela Savasta      | Kelly                                  |
| Mike Dopud         | Ivan, Heinrichs helper                 |